# YOUniverse - Chakkrawan thoe
YOUniverse - Chakkrawan thoe (YOUniverse จักรวาลเธอ) è una webserie thailandese prodotta da GMMTV e pubblicata dal 24 aprile al 3 maggio 2018 simultaneamente su Facebook, Line TV e YouTube, con qualità fino al 4K e sottotitoli opzionali in inglese (aggiunti successivamente).
Fa da colonna sonora per la serie l'omonimo brano cantato da Korapat Kirdpan (interprete di Night).

## Trama
Night è un fan di colonne sonore di film e serie televisive. Quando va alla ricerca della colonna sonora del film Papà, ho trovato un amico, scopre che l'ultimo CD disponibile è stato già acquistato. Esce allora dal negozio per trovare la ragazza che l'ha comprato, ma si innamora a prima vista.
Earth e Nik sono amici da molti anni. Ma Earth prova sentimenti per l'amica che vanno oltre la semplice amicizia.
Night e Earth riusciranno a diventare parte dell'universo di qualcun altro?

## Personaggi e interpreti

### Principali
- Night, interpretato da Korapat Kirdpan "Nanon".
- Earth, interpretato da Wachirawit Ruangwiwat "Chimon".
- Sun, interpretata da Ployshompoo Supasap "Jan".
- Nik, interpretata da Apichaya Saejung "Ciize".

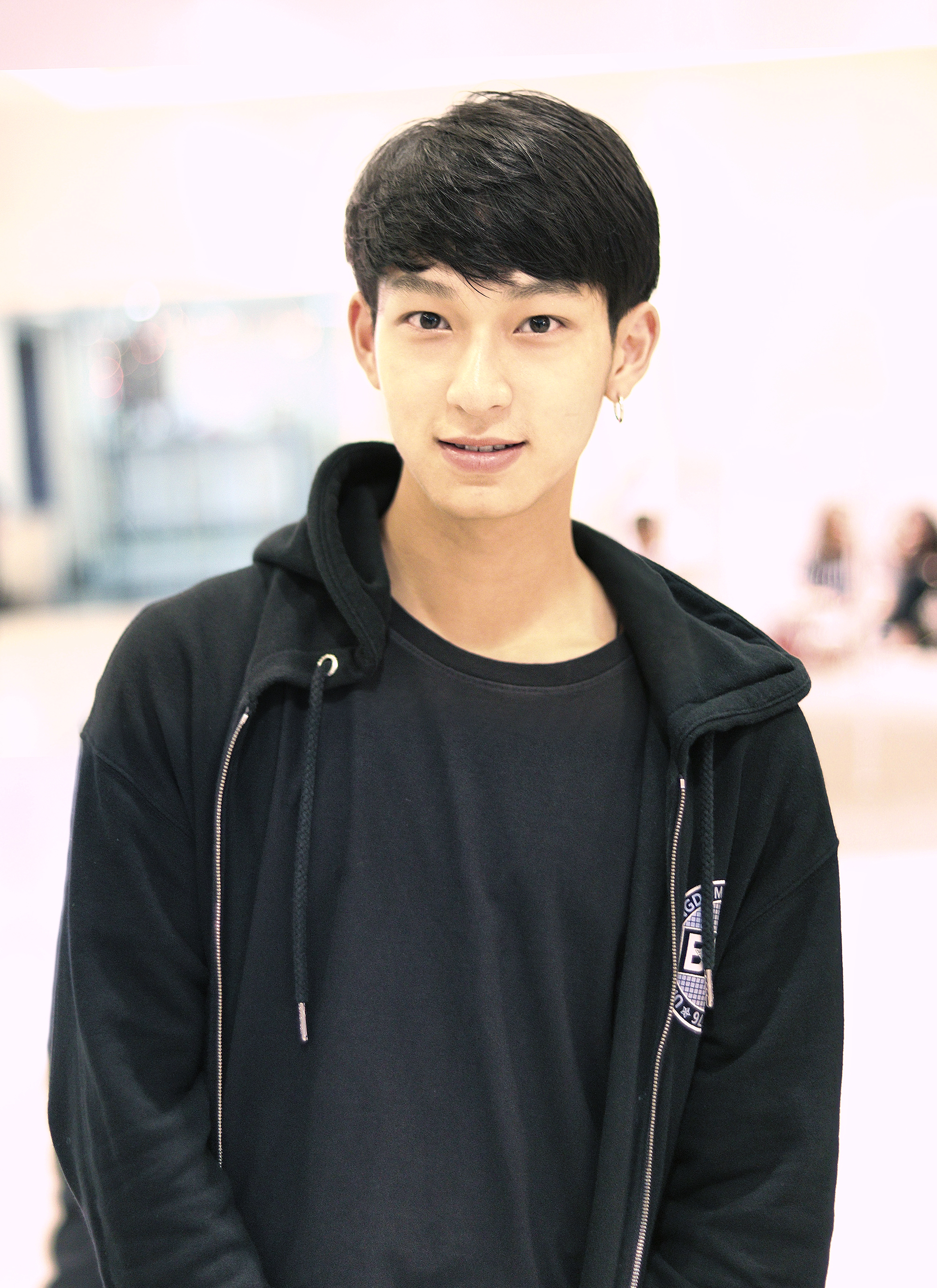
Wachirawit Ruangwiwat

### Secondari
- Gelataio (ep. 2), interpretato da Weerayut Chansook "Arm".

## Episodi
| Stagione       | Episodi | Pubblicazione |
| -------------- | ------- | ------------- |
| Prima stagione | 4       | 2018          |